# Liste der Naturdenkmale in Leimbach (bei Adenau)
Die Liste der Naturdenkmale in Leimbach nennt die im Gemeindegebiet von Leimbach ausgewiesenen Naturdenkmale (Stand 14. Februar 2024).

## Naturdenkmale
| Nr.         | Bezeichnung                  | Lage                                                | Beschreibung                                                                                  | Bild                                    |
| ----------- | ---------------------------- | --------------------------------------------------- | --------------------------------------------------------------------------------------------- | --------------------------------------- |
| ND-7131-373 | Wacholderfläche Niederadenau | nordöstlich des Ortes, Distrikt Rübenklopf Lage     | flächenhaftes Naturdenkmal; degradierte Wacholderheide; auch auf der Gemarkung von Dümpelfeld | Direkt Bild zu diesem Denkmal hochladen |
| ND-7131-374 | Wacholderfläche Leimbach     | nordöstlich des Ortes, Distrikt Auf der Dürlef Lage | flächenhaftes Naturdenkmal, ca. 0,2 ha; degradierte Wacholderheide;                           | Direkt Bild zu diesem Denkmal hochladen |